# 年齡騷擾
《齡騷擾》，為日本女作家内館牧子創作的的小說作品，2008年7月由幻冬舎出版。

## 電視劇
《年齡騷擾》，為改編自同名小說的朝日電視台週四晚間九點時段的同名連續劇，2015年7月播出，由武井咲主演。

## 劇情概要
滿心期望進入嚮往已久的大公司任職的吉井英美里，憑著一股熱血的衝勁，希望自己能在工作上大顯身手，但是在進入公司後不久，這個美好夢想當場破滅。男性同事垂涎她的姿色，女性同事嫉妒她的美貌，所做的也都是重要性不大的工作。某日，當她遭受到踩到自己地雷的騷擾後，積存已久的不滿情緒終於爆發了！她決定挺身而出，向性騷擾、職權騷擾、精神暴力宣戰…

## 登場人物
- 吉井英美里：武井咲（粵語配音：鄭家蕙）

22歲，綜合企業帝都物産的新入員工。原本希望能進入纖維部門，卻無法如其所願，最後只能進入總務部任職。
- 大澤百合子：稻森泉（粵語配音：王慧珠）

40歲，帝都物産的首位女性總務課長（後再晉升為女性提拔發展部長，後因淺野所害而降職為組長，最後成為纖維二課課長）。原為纖維二課課長代理。
- 井川優：瀨戶康史（粵語配音：陳漢祺）

25歲，總務部員工。進公司服務已有3年。
- 佐田航一：要潤（粵語配音：陳健豪）

36歲，總務課長代理人，後晉升為課長，已婚，育有一對女兒。
- 平本大輔：大倉孝二（粵語配音：吳嘉樂）

37歲，運動型員工，曾為驛站接力賽選手。外號「小歉」（經常向人道歉因而得到此外號）。
- 高橋心音：內藤理沙（粵語配音：高雅玲）

26歲，說話時會習慣性嘟嘴的女性員工。外號「鴨子嘴」（嘟嘴看似鴨子嘴因而得到此外號）。
- 野田美加：原幹惠（粵語配音：劉曉樺）

29歲，有強烈結婚念頭的總務課女性員工。
- 伊倉正雄：杉本哲太（粵語配音：黃志明）

54歲，總務課主任。
- 淺野誠：吹越滿 (粵語配音：郭俊廷）

49歲，總務部次長，最後因害大澤被踢爆，而被調至島根擔任營業所長。
- 中里桂子：麻生祐未（粵語配音：陳凱婷）

47歲，總務課一般職員工，後晉升為課長代理。單身。
- 高山徹太郎：竹中直人（粵語配音：譚漢華）

52歲，總務部長。
- 權藤進：風間杜夫（粵語配音：黃志成）

總務部常務董事。下屆社長的熱門人選。
- 保科晶彥：小泉孝太郎（粵語配音：袁德基）

36歲，纖維二課課長，後再晉升為女性提拔部長。原為百合子的部下，同時為百合子的婚外情對象。
- 阿部真理亞：宮地雅子（粵語配音：王綺婷）

52歲，總務課派遣員工。

### 其他
- 大澤英哉：野口間徹

：百合子的丈夫。
- 有川修：緋田康人

：廣告部課長。
- 大澤麻衣子

：6歲，百合子的女兒。

### 各集登場人物

#### 第1集
- 田中春佳（總務課員工），32歲，任職10年，但因踏入30歲之後開始被歧視年紀大，憤而辭職。：田畑智子（粵語配音：王綺婷）

#### 第2集
- 吉井高男（英美里的父親）：浅野和之（粵語配音：譚漢華）
- 增田正則 （纖維2課職員，32歲）：高橋光臣

＊ 增田曈 （正則的太太，40歲）：村岡希美（粵語配音：王綺婷）

#### 第3集
- 山川狀太郎（纖維一課課長）45歲，曾多次虛報出差行程。：高杉亘（粵語配音：何家裕）
- 結城健（英美里與平本的同事，隸屬纖維一課，22歲）：鈴木勝大

#### 第4集
- 小田綠（纖維一課新任課長）42歲，曾在新加坡分公司任職。：森口瑤子（粵語配音：王綺婷）
- 菊池明實（纖維一課一般職員工）：櫻井淳子（粵語配音：劉曉樺）
- 戸田加奈子（繊維一課一般職員工）33歲，11年年資。：松本若菜（粵語配音：陳凱婷）
- 市川瑠璃子 （纖維一課一般員工）：梅舟惟永（粵語配音：高雅玲）

#### 第5集
- 西條保雄，島急建設法務部律師。：遠藤辰夫（粵語配音：陳健豪）
- 上田俊之（鋼鐵材料課員工），同時為島急電鐵繼承人：大東駿介（粵語配音：譚禹晋）
- 小森芳樹（鋼鐵材料課課長）：光石研（粵語配音：羅偉亮）

#### 第9集
- 鹽野玲奈，18歲，模特兒。：松井愛莉（粵語配音：高雅玲）

## 製作團隊
- 原作：内館牧子「年齡騷擾」（幻冬舎）
- 劇本：内館牧子
- 主題曲：花岡菜積「夏の罪」（夏之罪）[3]
- 製作總指揮：内山聖子（朝日電視台）
- 製作人：中川慎子（朝日電視台）、淺井千瑞（MMJ）、神通勉（MMJ）
- 導演：田村直己（朝日電視台）、小松隆志（MMJ）、藤田明二（朝日電視台）
- 製作：朝日電視台、MMJ

## 播出日程
| 第1集                                                     | 2015年7月9日  |  | 我要用五吋釘詛咒你！！職權騷擾上司VS總務女王    | 田村直己 | 9.7% |
| 第2集                                                     | 2015年7月16日 |  | 粉領族大奧的洗禮！以牙還牙，以眼還眼！！        | 小松隆志 | 9.1% |
| 第3集                                                     | 2015年7月23日 |  | 用五吋釘詛咒私吞的職權騷擾上司！                | 藤田明二 | 9.2% |
| 第4集                                                     | 2015年7月30日 |  | 公司高層vs職場生涯！！女性的無仁義之戰          | 田村直己 | 8.0% |
| 第5集                                                     | 2015年8月6日  |  | 與調職人事令對抗的粉領族 我要向公司提出申訴！！ | 小松隆志 | 9.0% |
| 第6集                                                     | 2015年8月20日 |  | 與公司高層會面！正式進行奪取愛情的復仇計劃！！  | 藤田明二 | 7.7% |
| 第7集                                                     | 2015年8月27日 |  | 與以男性為賭注的最強職權騷擾女上司之戰！！      | 田村直己 | 8.4% |
| 第8集                                                     | 2015年9月3日  |  | 三百萬性騷擾迷團的最終敵人為18歲…！！           | 小松隆志 | 9.0% |
| 完結篇                                                    | 2015年9月10日 |  | 醜聞曝光！！最後的敵人是職權騷擾的員工！！      | 田村直己 | 9.4% |
| 平均收視率 8.83 %（收視率由Video Research於關東地區統計） |               |  |                                                 |          |      |

## 外部連結
- 齡騷擾－朝日電視台官方網站 （页面存档备份，存于）
- 職場新女王－緯來日本台官方網站 （页面存档备份，存于）

## 節目的變遷
| 日本 朝日電視台 週四晚間九點連續劇   | 日本 朝日電視台 週四晚間九點連續劇   | 日本 朝日電視台 週四晚間九點連續劇 |
| ------------------------------------ | ------------------------------------ | ---------------------------------- |
|                                      | 齡騷擾 （2015.07.09 - 2015.09.10）   |                                    |
| I'm Home （2015.04.16 - 2015.06.18） | 遺產爭族 （2015.10.22 - 2015.12.17） |                                    |

| 臺灣 緯來日本台 每週一至五 21:00－21:58 | 臺灣 緯來日本台 每週一至五 21:00－21:58   | 臺灣 緯來日本台 每週一至五 21:00－21:58 |
| --------------------------------------- | ----------------------------------------- | --------------------------------------- |
|                                         | 職場新王 （2015年10月1日－10月14日）      |                                         |
| 父警探 （2015年9月15日－9月30日）       | 歡迎光臨本飯店 （2015年10月15日－10月28日） |                                         |

| 臺灣 緯來日本台 週一到週五 23:00 - 00:00 | 臺灣 緯來日本台 週一到週五 23:00 - 00:00  | 臺灣 緯來日本台 週一到週五 23:00 - 00:00 |
| ---------------------------------------- | ----------------------------------------- | ---------------------------------------- |
|                                          | （重播） （2016年8月5日－2016年8月17日）  |                                          |
| （重播） （2016年7月22日－2016年8月4日） | （重播） （2016年8月18日－2016年8月26日） |                                          |

| 香港 ViuTV 星期六 11:00 - 12:00 · 4月16日 10:45 - 12:00 · 6月4日 暫停播映 | 香港 ViuTV 星期六 11:00 - 12:00 · 4月16日 10:45 - 12:00 · 6月4日 暫停播映 | 香港 ViuTV 星期六 11:00 - 12:00 · 4月16日 10:45 - 12:00 · 6月4日 暫停播映 |
| ------------------------------------------------------------------------- | ------------------------------------------------------------------------- | ------------------------------------------------------------------------- |
|                                                                           | 齡騷擾 （2016年4月16日－2016年6月18日）                                   |                                                                           |
| （頻道啟播）                                                              | 信長協奏曲 （2016年6月25日－2016年9月3日）                                |                                                                           |
| 香港 Now觀星台 和風周末 21:45-22:45播出 · 4月22日起改為22:00-23:00播出    |                                                                           |                                                                           |
| 情歌 （2017.1.7－2017.3.11）                                              | 齡騷擾 （2017.3.18－2017.5.13）                                           | 掠奪的愛、冬 （2017.5.20－2017.7.1）                                      |